# Carmen Dragon
Carmen Dragon (Antioch, 28 de julho de 1914 — Santa Mônica, 28 de março de 1984) foi um compositor estadunidense. Venceu o Oscar de melhor trilha sonora na edição de 1945 por Cover Girl, ao lado de Morris Stoloff.
Sepultado no Cemitério San Fernando Mission.